# クムリポ
クムリポ（Kumulipo）とは、ハワイ王国の王家に代々伝えられてきた創世神話。
クムリポとは「起源」を意味するハワイ語で、18世紀の初頭にロノイカマカヒキ王子（カメハメハ大王の祖父の代に相当）の誕生を祝って編纂されたとされる。日本における古事記にも相当する壮大な叙事詩で、宇宙の起源から歴代の王の業績に至るまでが16パート2102行にわたる散文で語り継がれている。
文字を持たなかったハワイでは全て口承によって秘密裡に伝えられてきたが、ハワイ王国第7代カラカウア王が崩御前年の1889年に公表し、妹のリリウオカラニ女王が退位後の1897年に英訳することにより、世界的に有名となった。

## 研究史
1820年にハワイ語をアルファベットで置換する試みが取られて以降、それまでフラとメレによる口承で伝えられていたクムリポを記録する動きが見られ始めた。イギリスの語学研究者ウィリアム・エリスは1823年にハワイ諸島各地で聞き取った神話を記録に残しており、Narrative of a tour through Hawaii in 1823を出版している。これは、英語による神話の概略紹介という形を取りながらも、文字として残されている記録では最も古いものだと考えられている。